# Gebra Maskal Lalibela
Gebra Maskal Lalibela, nascut el 1172 i mort l'any 1212, fou rei d'Etiòpia a partir de 1189.
Vers el 1200, va transferir la capital del regne d'Axum a Roha, l'actual Lalibela dins la Lasta on construir nombroses esglésies monolítiques. Done el seu nom a la ciutat.
El regnat de Lalibela és remarcable pel nombre de monuments religiosos que va fer construir no solament dins la capital, sinó sobretot en els territoris on s'estengué la seva autoritat.
Lalibela combat victoriosament els Agao (Falashas) i sobretot els sobirans del Godjam i del Damot que li eren hostils. Na'akueto La'ab succeir a Lalibela.